# Rossopomodoro

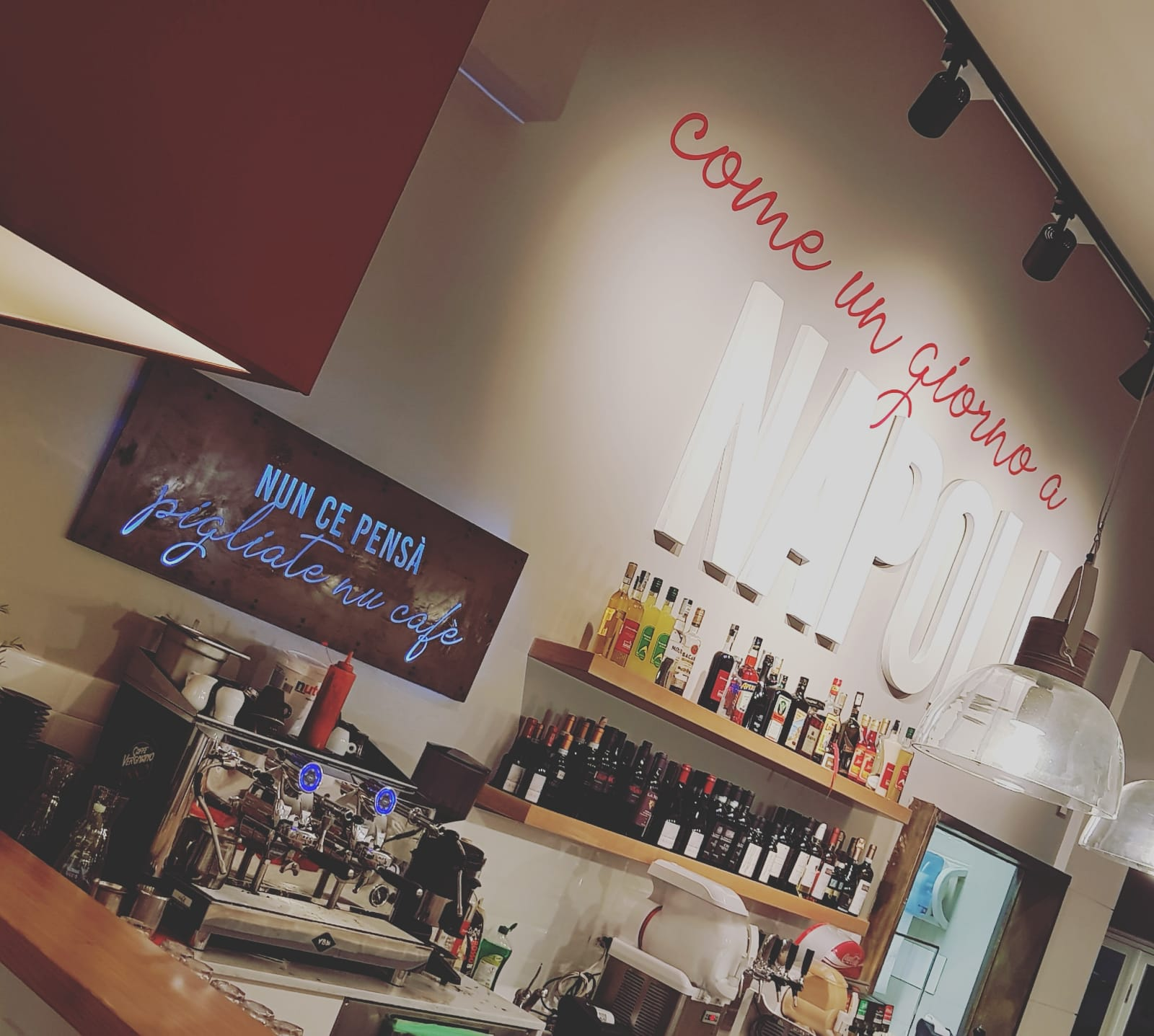
Rossopomodoro a Porta Romana (Milano)

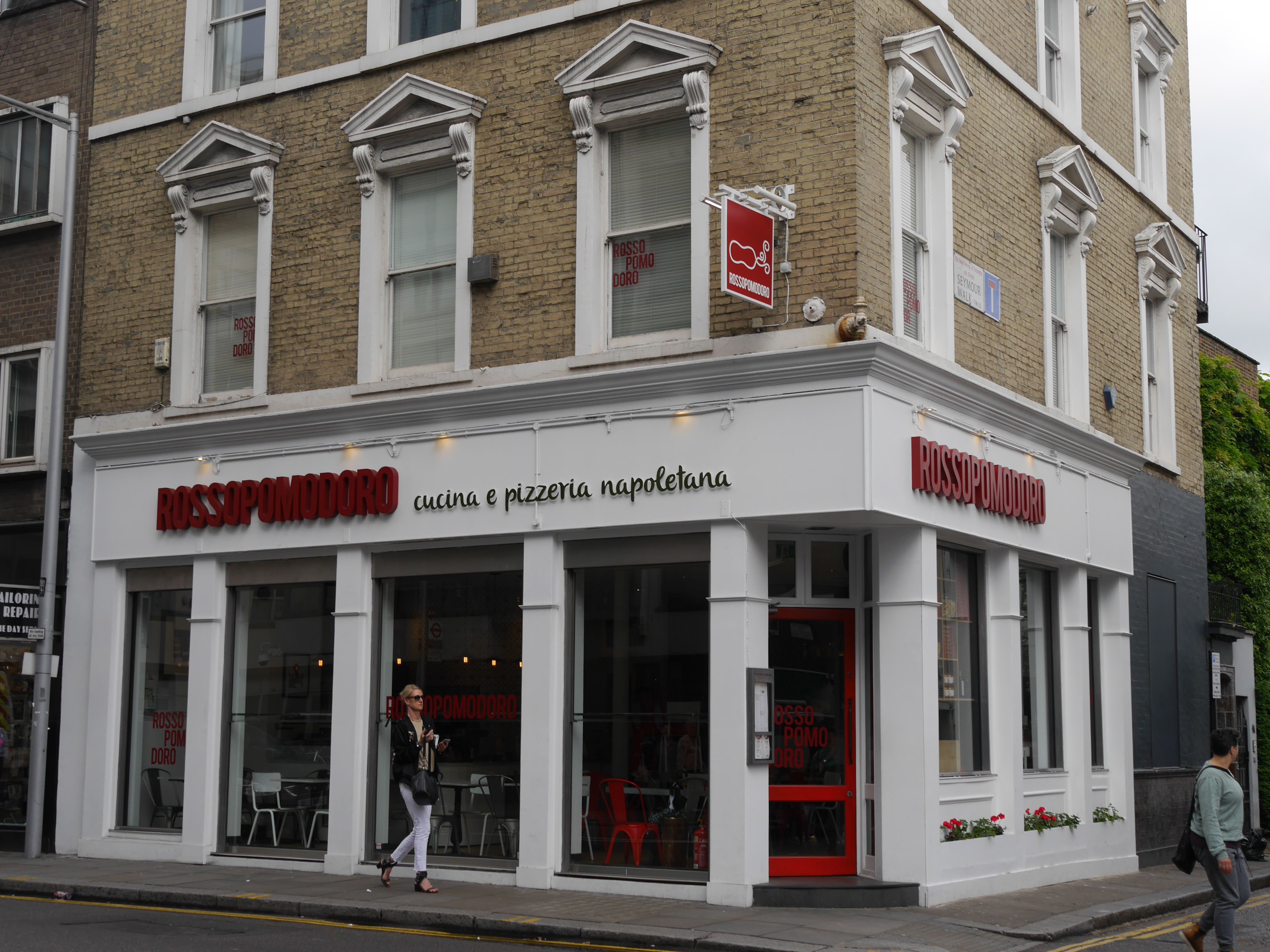
Rossopomodoro a Fulham Road (Londra)

Rossopomodoro è una catena italiana di pizzerie e ristoranti di cucina mediterranea.

## Storia
Rossopomodoro nasce a Napoli nel 1997 per merito di Franco Manna, Giuseppe Montella e Giuseppe Marotta.
Seguono quindi aperture a Roma e Milano. Nei sei anni successivi, dal 2000 al 2006, la società (fa parte del Gruppo Sebeto Spa insieme ai marchi Pizza & Contorni e Anema & Cozze) passa da 4 a 47 ristoranti.
Nel 2006 Rossopomodoro è rilevato dal fondo di private equity Quadrivio che aveva a sua volta acquisito, tramite l'acquisto di azioni e un aumento di capitale, il 37% del gruppo Vesevo che fa capo a cinque soci privati e ha una dotazione di 100 milioni di euro. Nel 2011 il fondo britannico Change Capital rileva per una cinquantina di milioni da Quadrivio il controllo del Gruppo Sebeto.
Nel marzo 2018 Change Capital cede la proprietà di Rossopomodoro, che da tempo ha realizzato una partnership con Eataly, a un altro fondo inglese al suo primo investimento in Italia OpCapita attraverso OpCapita Consumer Opportunities II. Con la nuova proprietà cambiano anche i vertici della società: uno dei fondatori, Franco Manna, è nominato presidente; vicepresidente esecutivo diventa Marco Airoldi, ex amministratore delegato di Benetton; l'incarico di amministratore delegato va a Roberto Colombo, ex chief operating officer di Autogrill.

## Diffusione
Nel 2011 Rossopomodoro ha circa 86 ristoranti fra l'Italia (circa 60) e l'estero. Nel 2019 i ristoranti raggiungono quota 140 distribuiti in 11 paesi con i marchi Rossopomodoro, Anema e Cozze e Rossosapore.

## Pubblicazioni
- Al Gusto Verace – 250 ricette in 5 volumi, Allan Bay, Ed. Rossopomodoro, 2013[7]